# Hutchison Drei Austria
Die Hutchison Drei Austria GmbH (ehemals: Hutchison 3G Austria GmbH) ist ein österreichisches Telekommunikationsunternehmen mit Sitz in Wien. Sie ist eine Tochtergesellschaft der CK Hutchison Holdings sowie Teil der Division „3Scandinavia & Austria“ als Mitglied der 3Group Europe. Im Jahr 2021 besaß das Unternehmen nach eigenen Angaben 4,1 Mio. Kunden.
Drei bietet Produkte für Privat- und Geschäftskunden an, darunter Festnetz- und Mobiltelefonie, Internet, darunter die Streaming-Plattform Drei TV für eigene Internetkunden, sowie diversifizierte digitale Dienstleistungen für Geschäftskunden.

## Geschichte
Hutchison Drei Austria startete mit der Marke Drei als einziger reiner UMTS-Anbieter in Österreich und bietet seitdem seine gesamten Dienstleistungen unter diesem Namen an.
Nach der Übernahme der Orange Austria (vormals ONE) 2013 machte Drei aus zwei Netzen ein neues. Die Zusammenführung der beiden Netze erfolgte in mehreren Schritten. Im ersten Schritt bot Drei seit Sommer 2013 eine verbesserte HSDPA-Versorgung für alle Kunden durch nationales Roaming. Der zweite Schritt, die Zusammenführung der beiden ehemaligen 3G-Netze, wurde Mitte Februar 2014 abgeschlossen. Die Vorwahl von Drei lautet bis heute 0660.
2014 hat Drei sein Netz weiter ausgebaut und verdichtet. Mit 50 Prozent mehr Standorten errichtet Drei ein flächendeckendes Netz, das mit 98 Prozent Bevölkerungsabdeckung bundesweit 2G (GSM/GPRS), 3G (UMTS/HSPA) und 4G (LTE) anbietet. Am 3. März 2015 erreichte Drei mit mobilem Breitband via LTE 70 Prozent der heimischen Bevölkerung. Bis Sommer 2015 will Drei sein LTE-Netz flächendeckend ausbauen.
Nach der Fusion der Hutchison Whampoa ist die Hutchison Drei Austria GmbH seit Juni 2015 ein 100%iges Tochterunternehmen der CK Hutchison Holdings in Hongkong.
Der Mobilfunkdiscounter Eety wurde 2015 vollständig übernommen.
Im Geschäftsjahr 2016 hatte Hutchison Drei Austria per 31. Dezember über 3,8 Mio. Kunden und nach eigenen Angaben das reichweitenstärkste LTE-Netz in Österreich.
Im Juli 2017 wurde bekannt, dass Hutchison Drei Austria den Konkurrenten Tele2 Austria übernimmt. Mit der Übernahme wurde Drei zum alternativen Telekomanbieter in Österreich, der Festnetz und Mobilfunk mit eigener Infrastruktur anbietet. Drei will damit sein Internet-Angebot weiter ausbauen sowie seinen Fokus auf Geschäftskunden und IT-Lösungen verstärken. Am 31. Oktober 2017 wurde die Übernahme abgeschlossen.